# Werner Stöckl
Werner Stöckl, romunski rokometaš, * 28. junij 1952, Reşiţa.
Leta 1972 je na poletnih olimpijskih igrah v Münchnu v sestavi romunske rokometne reprezentance osvojil bronasto olimpijsko medaljo.
Čez štiri leta je poletnih olimpijskih igrah v Montrealu v sestavi romunske rokometne reprezentance osvojil srebrno olimpijsko medaljo.